# Útila
Útila (Isla de Utila) és la tercera illa més gran del departament de les Islas de la Bahía (Hondures), després de Roatán i Guanaja, i també un dels seus quatre municipis. Està localitzada en una regió que marca l'extrem sud de l'escull mesoamericà, el segon més gran del món. Pumpkin Hill és el punt més alt de tota l'illa. Ha sigut documentada a la història des del quart viatge de Colom, i actualment cada vegada té més turisme, basat sobretot en el submarinisme recreatiu. Útila forma part d'Hondures des de fa uns 150 anys.